# China Daily
China Daily (ou Diário da China) é um jornal diário em língua inglesa publicado na República Popular da China. O Partido Comunista da China controla a publicação do jornal. Ele tem a maior tiragem entre os jornais de língua inglesa na China.

## Ligações Externas
https://global.chinadaily.com.cn/